# La Clapa
La Clapa (nom occità; la forma oficial francesa és La Clape) és un massís que dona nom a una comarca natural de la regió històrica del Narbonès, al departament de l'Aude, a l'actual regió d'Occitània (França).
L'home va aparèixer a la Clapa fa uns cent mil anys, en el període de l'home de Neandertal. Durant l'època romana, el riu Aude, llavors anomenat Àtax, desembocava en un golf on hi havia algunes illes, i una era la de la Clapa, que els romans anomenaven Insula Laci (l'illa del llac), nom que es va conservar a l'edat mitjana, quan es va ajuntar amb la costa i hi va aparèixer el conreu de la vinya. Més tard es va anomenar en occità la Clapa, amb un significat semblant al del mot català homònim, en el sentit d'un muntet de pedres destacat de la resta. Toulouse-Lautrec va pintar a la comarca al castell de Celeiran, que era de sa mare. Als darrers anys, la Clapa s'ha especialitzat en la producció de vins amb denominació d'origen
Municipis de la comarca (en primer terme el nom occità; entre parèntesis, la forma oficial francesa):
- Armissan
- Fluris (Fleury-d'Aude); antigament, Perinhan
- Salas d'Aude (Salles-d'Aude)
- Vinaçan (Vinassan)

Estrictament, els termes veïns de Corçan, la Platja de Narbona, la Platja de Gruissan i Sant Pèire de la Mar (que pertany al municipi de Fluris) no formen part de la comarca.